# Repertorio lirico francese per haute-contre
La seguente tabella contiene molti dei ruoli creati dalle principali hautes-contre francesi nel corso del XVII e XVIII secolo, o comunque presenti nei lavori dei più grandi operisti dello stesso periodo. Il repertorio è stato composto utilizzando e confrontando i dati rinvenibili nei testi e nelle fonti online indicati in calce alla presente voce e non pretende di essere esaustivo, ma semplicemente di fornire un panorama significativo di un aspetto peculiare del canto lirico francese, da Bernard Clédière a Joseph Legros.
| ruolo                                                                             | titolo                                                            | genere operistico                                     | autore                                                          | primo interprete                                                          | teatro                                    | data della prima               |
| --------------------------------------------------------------------------------- | ----------------------------------------------------------------- | ----------------------------------------------------- | --------------------------------------------------------------- | ------------------------------------------------------------------------- | ----------------------------------------- | ------------------------------ |
| Giuturna, Dio dei giardini                                                        | Pomone                                                            | opera o rappresentazione in musica (pastorale eroica) | Robert Cambert                                                  | Bernard Clédière, Pierre Taulet (o Tholet)                                | Salle du Bel-Air (rue de Vaugirard)       | 3 marzo 1671                   |
| Apollo, Pan                                                                       | Les Peines et les Plaisirs de l'Amour                             | pastorale eroica in versi lirici                      | Cambert                                                         | Clédière, Taulet                                                          | Salle du Bel-Air (rue de Vaugirard)       | febbraio/marzo 1672            |
| L'Invidia/Primo principe di Tiro/La Nutrice, Secondo principe di Tiro             | Cadmus et Hermione                                                | tragédie en musique (tragedia in musica)              | Jean-Baptiste Lully                                             | Clédière, Gingan "cadet"                                                  | Salle du Bel-Air (rue de Vaugirard)       | 27 aprile 1673                 |
| Admeto, Apollo/Aletto                                                             | Alceste, ou le Triomphe d'Alcide                                  | tragédie en musique                                   | Lully                                                           | Clédière, Le Roy                                                          | Palais-Royal                              | 19 gennaio 1674                |
| Teseo, Bacco, Un vecchio                                                          | Thésée                                                            | tragédie en musique                                   | Lully                                                           | Clédière, de La Grille, Tholet                                            | Saint-Germain-en-Laye                     | 11 gennaio 1675                |
| Ati, Zefiro, Il Sonno                                                             | Atys                                                              | tragédie en musique                                   | Lully                                                           | Clédière, de La Grille, Ribon                                             | Palais-Royal                              | agosto 1675                    |
| Mercurio, Apollo, un'Erinni                                                       | Isis                                                              | tragédie en musique                                   | Lully                                                           | Clédière, de La Grille, Ribon                                             | Saint-Germain-en-Laye                     | 5 gennaio 1677                 |
| Vertumno, Amore, Mercurio, Vulcano, Zefiro, Apollo, Marte, una Furia              | Psyché                                                            | tragédie en musique                                   | Lully                                                           | (non reperiti)                                                            | Palais-Royal                              | 18 aprile 1678                 |
| Bellerofonte, Bacco/La Pizia                                                      | Bellérophon                                                       | tragédie en musique                                   | Lully                                                           | Clédière, Le Roy                                                          | Palais-Royal                              | 31 gennaio 1679                |
| Alfeo, la Discordia,                                                              | Proserpine                                                        | tragédie en musique                                   | Lully                                                           | Clédière, Puvigné                                                         | Saint-Germain-en-Laye                     | 3 febbraio 1680                |
| Perseo                                                                            | Persée                                                            | tragédie en musique                                   | Lully                                                           | Louis Gaulard Dumesny                                                     | Palais-Royal                              | 17 aprile 1682                 |
| Il Gioco                                                                          | Les Plaisirs de Versailles                                        | divertissment (divertimento)                          | Marc-Antoine Charpentier                                        | Marc-Antoine Charpentier(?)                                               | Versailles                                | 1682                           |
| Fetonte                                                                           | Phaëton                                                           | tragédie en musique                                   | Lully                                                           | Dumesny                                                                   | Versailles                                | 6 gennaio 1683                 |
| Atteone                                                                           | Actéon                                                            | pastorale                                             | Charpentier                                                     | Charpentier(?)                                                            | Palazzo di Guisa                          | 1683                           |
| Amadigi                                                                           | Amadis                                                            | tragédie en musique                                   | Lully                                                           | Dumesny                                                                   | Palais-Royal                              | 15 gennaio 1684                |
| Medoro                                                                            | Roland                                                            | tragédie en musique                                   | Lully                                                           | Dumesny                                                                   | Versailles                                | 8 gennaio 1685                 |
| La Pittura                                                                        | Les Arts florissants                                              | opera da camera                                       | Charpentier                                                     | Charpentier                                                               | Collège Louis-le-Grand                    | 6 agosto 1685                  |
| Florestano                                                                        | La Couronne de Fleurs                                             | pastorale                                             | Charpentier                                                     | Charpentier                                                               | (non reperito)                            | 1685 (?)                       |
| Rinaldo (Renaud), cavaliere danese, amante fortunato                              | Armide                                                            | tragédie en musique                                   | Lully                                                           | Dumesny, (altri nomi non individuati)                                     | Palais-Royal                              | 15 febbraio 1686               |
| Aci, Apollo, Télème/sacerdote di Giunone, Tircis                                  | Acis et Galatée                                                   | pastorale eroica                                      | Lully                                                           | Dumesny, (altri nomi non individuati)                                     | Castello di Anet                          | 6 settembre 1686               |
| Orfeo, Issione                                                                    | La Descente d'Orphée aux enfers                                   | opera da camera                                       | Charpentier                                                     | François Anthoine, Charpentier                                            | (incerto)                                 | 1686                           |
| Achille                                                                           | Achille et Polyxène                                               | tragédie en musique                                   | Lully/Pascal Collasse                                           | Dumesny                                                                   | Palais-Royal                              | 7 novembre 1687                |
| David, Maga di Endor, seguace di David/terzo prigioniero                          | David et Jonathas                                                 | tragédie biblique (tragedia biblica)                  | Charpentier                                                     | (non individuati)                                                         | Collège Louis-le-Grand                    | 28 febbraio 1688               |
| Peleo                                                                             | Thétis et Pélée                                                   | tragédie en musique                                   | Collasse                                                        | Dumesny                                                                   | Palais-Royal                              | 11 gennaio 1689                |
| Enea                                                                              | Énée et Lavinie                                                   | tragédie en musique                                   | Collasse                                                        | Dumesny                                                                   | Palais-Royal                              | 7 novembre 1690                |
| Mirtillo                                                                          | Le Ballet de Villeneuve Saint-Georges                             | ballet à entrées                                      | Collasse                                                        | Dumesny                                                                   | Villeneuve-Saint-Georges                  | 1º settembre 1692              |
| Enea                                                                              | Didon                                                             | tragédie lyrique                                      | Henry Desmarest                                                 | Dumesny                                                                   | Palais-Royal                              | 5 giugno 1693                  |
| Giasone                                                                           | Médée                                                             | tragédie mise en musique                              | Charpentier                                                     | Dumesny                                                                   | Palais-Royal                              | 4 dicembre 1693                |
| la Primavera, Zefiro/Aquilone, l'Estate                                           | Le Ballet des saisons o Les Saisons                               | opéra-ballet                                          | Pascal Collasse e Louis Lully                                   | Renaud, Pierre Chopelet, Jean Boutelou                                    | Palais-Royal                              | 18 ottobre 1695                |
| Bacco                                                                             | Ariane et Bacchus                                                 | tragédie lyrique                                      | Marin Marais                                                    | Dumesny                                                                   | Palais-Royal                              | 8 marzo 1696                   |
| Apollo(Filemone), Sonno/pastore/oracolo                                           | Issé                                                              | pastorale eroica                                      | André Cardinal Destouches                                       | Dumesny, J. Boutelou                                                      | Fontainebleau                             | 7 ottobre 1697                 |
| Ottavio, Fileno, Don Pedro                                                        | L'Europe galante                                                  | opéra-ballet                                          | André Campra                                                    | Dumesny, J. Boutelou, Chopelet                                            | Palais-Royal                              | 24 ottobre 1697                |
| Amadigi                                                                           | Amadis de Grèce                                                   | tragédie lyrique                                      | Destouches                                                      | Dumesny                                                                   | Palais-Royal                              | 26 marzo 1699                  |
| Telamone, Un Piacere                                                              | Hésione                                                           | tragédie en musique                                   | Campra                                                          | Chopelet, J Boutelou                                                      | Palais-Royal                              | 21 dicembre 1700               |
| Endimione                                                                         | Aréthuse ou La Vengeance de l'Amour                               | opéra-ballet                                          | Campra                                                          | Chopelet                                                                  | Palais-Royal                              | 17 luglio 1701                 |
| Apollo/Dardano, un mago/un Piacere/un pastore                                     | Scylla                                                            | tragédie lyrique                                      | Theobaldo di Gatti                                              | Chopelet, J Boutelou                                                      | Palais-Royal                              | 16 settembre 1701              |
| Iphis                                                                             | Omphale                                                           | tragédie lyrique                                      | Destouches                                                      | Pithon                                                                    | Palais-Royal                              | 10 novembre 1701               |
| Cariselli                                                                         | Cariselli                                                         | divertissement comique                                | Robert Cambert                                                  | J. Boutelou                                                               | Palais-Royal                              | 1702/1703                      |
| Un saggio incantatore/un guerriero, un silvano                                    | Tancrède                                                          | opera                                                 | Campra                                                          | Jacques Cochereau, J. Boutelou                                            | Palais Royal                              | 7 novembre 1702                |
| Orfeo/Telemaco, Euriloco, Mercurio                                                | Ulysse                                                            | tragédie (en musique)                                 | Jean-Féry Rebel                                                 | Cochereau, Chopelet, J. Boutelou                                          | Palais Royal                              | 21 (o 23) gennaio 1703         |
| Pluto, Mercurio/un professore di follia                                           | Le Carnaval et la Folie (o Le Mariage de Carnaval et de la Folie) | comédie en musique                                    | Destouches                                                      | Cochereau, J. Boutelou                                                    | Fontainebleau                             | 17 ottobre 1703                |
| Apollo/Aristippo, Palemone/Erasto,                                                | Les Muses                                                         | opéra-ballet                                          | Campra                                                          | Chopelet, Cochereau                                                       | Palais-Royal                              | 28 ottobre 1703                |
| Pilade, Tritone, abitante di Delo                                                 | Iphigénie en Tauride                                              | tragédie en musique                                   | Desmarest e Campra                                              | Poussin, Chopelet, J. Boutelou                                            | Palais-Royal                              | 6 maggio 1704                  |
| Octavio, Un Piacere/Un barcarolo, Una Maschera                                    | La Vénitienne                                                     | comédie-ballet (comédie lyrique)                      | Michel de La Barre                                              | Chopelet, J. Boutelou, Cochereau                                          | Palais-Royal                              | 26 maggio 1705                 |
| Atamante, Un Pastore/Arcade, Un Genio                                             | Phylomèle                                                         | tragédie lyrique                                      | Louis de La Coste                                               | Cochereau, Chopelet, J. Boutelou                                          | Palais-Royal                              | 20 ottobre 1705                |
| Apollo, Ceice, il Sonno, Fosforo, seguace di Ceice                                | Alcyone                                                           | tragédie lyrique                                      | Marais                                                          | Cochereau, Marin Boutelou, Chopelet, Robert Lebel (o Le Bel), J. Boutelou | Palais Royal                              | 16 febbraio 1706               |
| Oreste, Arcade, Simoenta, Apollo                                                  | Cassandre                                                         | tragédie lyrique                                      | François Bouvard e Thomas Toussaint Bertin de La Doué           | Cochereau, M. Boutelou, Chopelet, Thomas-Louis Bourgeois                  | Palais-Royal                              | 22 giugno 1706                 |
| Mercurio, Ulisse, cacciatore                                                      | Polyxène et Pyrrhus                                               | tragédie lyrique                                      | Collasse                                                        | Chopelet, M. Boutelou, J. Boutelou                                        | Palais-Royal                              | 21 ottobre 1706                |
| Un marsigliese, Un marsigliese, Un guerriero                                      | Bradamante                                                        | tragédie lyrique                                      | de La Coste                                                     | Cochereau, M. Boutelou, Bourgeois                                         | Palais-Royal                              | 6 marzo 1708                   |
| Tritone/un pastore, grande sacrificatore, un pastore/un frigio                    | Hippodamie                                                        | tragédie lyrique                                      | Campra                                                          | Cochereau, Chopelet, J. Boutelou                                          | Palais-Royal                              | 6 marzo 1708                   |
| Adrasto, Apollo                                                                   | Sémélé                                                            | tragédie lyrique                                      | Marais                                                          | Cochereau, Beaufort                                                       | Palais-Royal                              | 9 aprile 1709                  |
| Dauno, Zefiro, Ida                                                                | Diomède                                                           | tragédie lyrique                                      | Bertin de La Doué                                               | Cochereau, Chopelet, Buseau                                               | Palais-Royal                              | 28 aprile 1710                 |
| Damiro/Dorante/Erasto, seguace della Fortuna/Temiro                               | Les Festes vénitiennes                                            | opéra-ballet                                          | Campra                                                          | Cochereau, Buseau                                                         | Palais-Royal                              | 17 giugno 1710                 |
| Idamante                                                                          | Idoménée                                                          | tragédie en musique                                   | Campra                                                          | Cochereau                                                                 | Palais-Royal                              | 12 gennaio 1712                |
| Idas, la Pizia, Apollon, Tisifone                                                 | Créüse l'Athénienne                                               | tragédie lyrique                                      | de La Coste                                                     | Cochereau, Chopelet, Buseau, Lebel                                        | Palais-Royal                              | 5 aprile 1712                  |
| Agenore                                                                           | Callirhoé                                                         | tragédie-opéra                                        | Destouches                                                      | Cochereau                                                                 | Palais-Royal                              | 27 dicembre 1712               |
| Giasone, marinaio                                                                 | Médée et Jason                                                    | tragédie lyrique                                      | François Joseph Salomon                                         | Cochereau, Chopelet                                                       | Palais-Royal                              | 24 aprile 1713                 |
| Paride/Un indiano                                                                 | Les Amours déguisés                                               | balletto lirico                                       | Thomas-Louis Bourgeois                                          | Cochereau                                                                 | Palais-Royal                              | 22 agosto 1713                 |
| Arsame, Sacrificatore d'Ercole                                                    | Télèphe                                                           | tragédie lyrique                                      | Campra                                                          | Cochereau, Chopelet                                                       | Palais-Royal                              | 28 novembre 1713               |
| Arion, un guerriero                                                               | Arion                                                             | tragédie lyrique                                      | Jean-Baptiste Matho                                             | Cochereau, Bourgeois                                                      | Palais-Royal                              | 10 aprile 1714                 |
| Leandro                                                                           | Les Fêtes de Thalie                                               | opéra-ballet                                          | Jean-Joseph Mouret                                              | Cochereau                                                                 | Palais-Royal                              | 19 agosto 1714                 |
| Telemaco, Arcade, un'arte/demone trasformato in Piacere                           | Télémaque                                                         | tragédie lyrique                                      | Destouches                                                      | Cochereau, Buseau, Bourgeois                                              | Palais-Royal                              | 29 novembre 1714               |
| Un Piacere/Licida, Timante, Bacco/Liside, Momo, un Bevitore                       | Les Plaisirs de la paix                                           | opéra-ballet                                          | Bourgeois                                                       | Bourgeois, Cochereau, Buseau, Lebel, Louis Muraire                        | Palais-Royal                              | 29 aprile 1715                 |
| Leucippo, un Poitevin (uno del Poitou)/un guerriero                               | Théonoé                                                           | tragédie lyrique                                      | Salomon                                                         | Cochereau, Muraire                                                        | Palais-Royal                              | 3 dicembre 1715                |
| Corebo, Arbace                                                                    | Ajax                                                              | tragédie lyrique                                      | Bertin de la Doué                                               | Cochereau, Murayre                                                        | Palais-Royal                              | 20 aprile 1716                 |
| Liside                                                                            | Les Festes de l'été                                               | opéra-ballet                                          | Michel Pignolet de Montéclair                                   | Murayre                                                                   | Palais-Royal                              | 12 giugno 1716                 |
| Linceo, un Egiziano/un Pastore/secondo Corifeo                                    | Hypermnestre                                                      | tragédie en musique                                   | Charles-Hubert Gervais                                          | Cochereau, Murayre                                                        | Palais-Royal                              | 3 novembre 1716                |
| Cerite, Zefiro/Un Volsco                                                          | Camille, reine des Volsques                                       | tragédie en musique                                   | Campra                                                          | Cochereau, Murayre                                                        | Palais-Royal                              | 9 novembre 1717                |
| Un pastore, secondo Piacere/un seguace della Follia                               | Ballet de la Jeunesse                                             | balletto (eroico)                                     | Jean-Baptiste Matho e Alarius (Hilaire Verloge, ca 1684-1734)   | Antoine Boutelou, Muraire                                                 | Palazzo delle Tuileries                   | febbraio 1718                  |
| Leandro/Merlino, Artemisia/Damone/un Attore                                       | Les Âges                                                          | opéra-ballet                                          | Campra                                                          | Cochereau, Murayre                                                        | Palais-Royal                              | 9 ottobre 1718                 |
| Arsane, Un Babilonese/Un Genio                                                    | Sémiramis                                                         | tragédie lyrique                                      | Destouches                                                      | Cochereau, Murayre                                                        | Palais-Royal                              | 4 dicembre 1718                |
| Un conduttore della festa                                                         | L'Inconnu                                                         | balletto                                              | Michel-Richard Delalande                                        | Murayre                                                                   | Palazzo delle Tuileries                   | febbraio 1720                  |
| Tritone                                                                           | Les Amours de Protée                                              | opéra-ballet                                          | Gervais                                                         | Murayre                                                                   | Palais-Royal                              | 23 maggio 1720                 |
| Il Piacere/un cantore, il Dispiacere (la Ragione)/un cantore/un pastore           | Les Folies de Cardénio                                            | balletto per un dramma eroicomico                     | Delalande                                                       | Antoine Boutelou, Muraire                                                 | Palazzo delle Tuileries                   | 29 (o 20) dicembre 1720        |
| Arione/Vertumno, Mercurio                                                         | Les Élémens                                                       | opéra-ballet                                          | Destouches e de Lalande                                         | Antoine Boutelou, Murayre                                                 | Palazzo delle Tuileries                   | 31 dicembre 1721               |
| Rinaldo, Arcade                                                                   | Renaud (ou La Suite d'Armide)                                     | tragédie lyrique                                      | Desmarest                                                       | Denis-François Tribou, Grenet                                             | Palais Royal                              | 5 marzo 1722                   |
| Piritoo, la Discordia                                                             | Pirithoüs                                                         | tragédie lyrique                                      | Mouret                                                          | Murayre, Tribou                                                           | Palais-Royal                              | 26 gennaio 1723                |
| Tibullo, Eros, Aminta                                                             | Les Fêtes grecques et romaines                                    | balletto eroico                                       | François Colin de Blamont                                       | Murayre, Grenet, Tribou                                                   | Palais-Royal                              | 13 luglio 1723                 |
| Alì, l'Eufrate                                                                    | La Reine des Péris                                                | comédie persane (commedia persiana)                   | Jacques Aubert                                                  | Murayre, Tribou                                                           | Palais-Royal                              | 10 aprile 1725                 |
| Telemaco, il Grande Sacerdote di Minerva                                          | Télégone                                                          | tragédie-opéra                                        | Louis de La Coste                                               | Murayre, Tribou                                                           | Palais-Royal                              | 6 novembre 1725                |
| Iphis/Lycas/Schiavo e Re dei giouchi, Timante                                     | Les Stratagèmes de l'amour                                        | opéra-ballet                                          | Destouches                                                      | Murayre, Tribou                                                           | Palais-Royal                              | 21 marzo 1726                  |
| Nino                                                                              | Pyrame et Thisbé                                                  | tragédie lyrique                                      | François Francœur e François Rebel                              | Murayre                                                                   | Palais-Royal                              | 17 ottobre 1726                |
| Apollo/un Fauno                                                                   | Les Amours des dieux                                              | opéra-ballet                                          | Mouret                                                          | Tribou                                                                    | Palais-Royal                              | 14 settembre 1727              |
| Orione                                                                            | Orion                                                             | tragédie lyrique                                      | de La Coste                                                     | Tribou                                                                    | Palais-Royal                              | 17 febbraio 1728               |
| Tersandro                                                                         | La Princesse d'Élide                                              | balletto eroico                                       | Alexandre de Villeneuve                                         | Tribou                                                                    | Palais-Royal                              | 20 luglio 1728                 |
| Tarsis                                                                            | Tarsis et Zélie                                                   | tragédie-lyrique                                      | Francœur e Rebel                                                | Tribou                                                                    | Palais-Royal                              | 19 ottobre 1728                |
| Adone/Lino                                                                        | Les Amours des desses                                             | balletto eroico                                       | Jean-Baptiste-Maurice Quinault                                  | Tribou                                                                    | Palais-Royal                              | 9 agosto 1729                  |
| Acamante                                                                          | Pyrrhus                                                           | tragédie lyrique                                      | Joseph Nicolas Pancrace Royer                                   | Tribou                                                                    | Palais-Royal                              | 26 ottobre 1730                |
| Nerina                                                                            | Le Jaloux trompé                                                  | entrée de ballet                                      | Campra                                                          | Tribou                                                                    | Palais Royal                              | 18 gennaio 1731                |
| Endimione                                                                         | Endymion                                                          | pastorale eroica                                      | de Blamont                                                      | Tribou                                                                    | Palais-Royal                              | 17 maggio 1731                 |
| Ammone                                                                            | Jephté                                                            | opera sacra                                           | Pignolet de Montéclair                                          | Tribou                                                                    | Palais-Royal                              | 28 febbraio 1732               |
| Il Sole/Protesilao                                                                | Ballet des sens (ou Le Triomphe des sens)                         | opéra-ballet                                          | Mouret                                                          | Tribou                                                                    | Palais-Royal                              | 5 giugno 1732                  |
| Iphis                                                                             | Biblis (ou Byblis)                                                | tragédie lyrique                                      | de La Coste                                                     | Tribou                                                                    | Palais-Royal                              | 6 novembre 1732                |
| L'Amore                                                                           | L'Empire de l'Amour                                               | balletto eroico                                       | René de Galard de Béarn de Brassac                              | Tribou                                                                    | Palai-Royal                               | 14 aprile 1733                 |
| Ippolito, l'Amore/seconda Parca                                                   | Hippolyte et Aricie                                               | tragédie en musique                                   | Jean-Philippe Rameau                                            | Tribou, Pierre de Jélyotte                                                | Palais-Royal                              | 1º ottobre 1733                |
| Periandro                                                                         | La Fête de Diane                                                  | entrée (de ballet)                                    | Colin de Blamont                                                | Jéliotte                                                                  | Palais-Royal                              | 9 febbraio 1734                |
| Damone, Zefiro                                                                    | Les Fêtes nouvelles                                               | balletto                                              | Duplessis, detto il Cadetto (nome proprio ignoto)               | Tribou, Jéliotte                                                          | Palais-Royal                              | 22 luglio 1734                 |
| Ulisse, pastore/pastore italiano/Mercurio                                         | Achille et Déidamie                                               | tragédie en musique                                   | Campra                                                          | Tribou, Jélyotte                                                          | Palais-Royal                              | 24 febbraio 1735               |
| Smindiride, Léonce                                                                | Les Grâces                                                        | pastorale eroica                                      | Mouret                                                          | Tribou, Jélyotte                                                          | Palais-Royal                              | 5 maggio 1735                  |
| Valerio/Don Carlos, Tacmas                                                        | Les Indes galantes                                                | opéra-ballet                                          | Rameau                                                          | Jélyotte, Tribou                                                          | Palais-Royal                              | 23 agosto 1735                 |
| Scanderberg, il Muftì/La Magia/L'aga dei Giannizzeri                              | Scanderberg                                                       | tragedia                                              | Francœur e Rebel                                                | Tribou, Jéliotte                                                          | Palais-Royal                              | 27 ottobre 1735                |
| Damone                                                                            | Les Sauvages                                                      | entrée (de ballet)                                    | Rameau                                                          | Jélyotte                                                                  | Palais-Royal                              | 10 marzo 1736                  |
| L'Amore                                                                           | Les Voyages de l'amour                                            | opéra-ballet                                          | Joseph Bodin de Boismortier                                     | Jélyotte                                                                  | Palais-Royal                              | 6 aprile 1736                  |
| Iphis/Leone/Lindoro, un Genio/un Genio dell'Opéra                                 | Les Romans                                                        | balletto                                              | Jean-Baptiste Niel                                              | Tribou, Jélyotte                                                          | Palais-Royal                              | 23 agosto 1736                 |
| Leandro/un Silfo                                                                  | Les Genies                                                        | opéra-ballet                                          | Mademoiselle Duval (nome proprio ignoto)                        | Tribou                                                                    | Palais-Royal                              | 18 ottobre 1736                |
| Orfeo/Ila, seguace di Egle                                                        | Le Triomphe de l'harmonie                                         | balletto                                              | François-Lupien Grenet                                          | Tribou, Jéliotte                                                          | Palais-Royal                              | 9 maggio 1737                  |
| Castore, un Atleta                                                                | Castor et Pollux                                                  | tragédie lyrique                                      | Rameau                                                          | Tribou, Jean-Antoine Bérard                                               | Palais-Royal                              | 24 ottobre 1737                |
| Iphis/Mercurio, Apollo/Filemone                                                   | Le Ballet de la paix                                              | opéra-ballet                                          | Francœur e Rebel                                                | Tribou, Jéliotte                                                          | Palais-Royal                              | 29 maggio 1738                 |
| Thélème/Mercurio, Momo/Licurgo                                                    | Les Fêtes d'Hébé                                                  | opéra-ballet                                          | Rameau                                                          | Jéliotte, Bérard                                                          | Palais-Royal                              | 21 maggio 1739                 |
| Almanzor, Ottavio                                                                 | Zaïde, reine de Grenade                                           | balletto eroico                                       | Joseph-Nicolas-Pancrace Royer                                   | Tribou, Jélyotte                                                          | Palais-Royal                              | 3 settembre 1739               |
| Dardano, secondo Sogno                                                            | Dardanus                                                          | tragédie lyrique                                      | Rameau                                                          | Jéliotte, Bérard                                                          | Palais-Royal                              | 19 novembre 1739               |
| Cambise, pastore/altra persona della festa/Salamandra                             | Nitétis                                                           | tragédie lyrique                                      | Charles-Louis Mion                                              | Jélyotte, Bérard                                                          | Palais-Royal                              | 17 aprile 1741                 |
| Colin, Thibault                                                                   | Les Amours de Ragonde                                             | comédie lyrique                                       | Mouret                                                          | Jéliotte, Bérard                                                          | Palais Royal                              | 30 gennaio 1742                |
| Alcidon                                                                           | Isbé                                                              | pastorale eroica                                      | Jean-Joseph Cassanéa de Mondonville                             | Jéliotte                                                                  | Palais Royal                              | 10 aprile 1742                 |
| Don Chisciotte                                                                    | Don Quichotte chez la duchesse                                    | balletto comico                                       | Boismortier                                                     | Bérard                                                                    | Palais-Royal                              | 12 febbraio 1743               |
| Emiro/il Dio del Giorno                                                           | Le Pouvoir de l'Amour                                             | balletto eroico                                       | Royer                                                           | Jéliotte                                                                  | Palais-Royal                              | 23 aprile 1743                 |
| Lica/Iphis/Agenore                                                                | Les Caractères de la folie                                        | opéra-ballet                                          | Bernard de Bury                                                 | Jéliotte                                                                  | Palais-Royal                              | 20 agosto 1743                 |
| Valerio/Leandro                                                                   | L'École des amants                                                | opéra-ballet                                          | Niel                                                            | Jéliotte                                                                  | Palais-Royal                              | 11 giugno 1744                 |
| primo Sacerdote                                                                   | Les Augustales                                                    | prologo per una ripresa di «Acis et Galatée» di Lully | Francœur e Rebel                                                | Jéliotte                                                                  | Palais-Royal                              | 15 novembre 1744               |
| Prima e seconda voce, Astrologo                                                   | La Princesse de Navarre                                           | comédie-ballet                                        | Rameau                                                          | Jélyotte, François Poirier, Jean-Paul Spesoller (detto La Tour o Latour)  | Versailles                                | 23 febbraio 1745               |
| Zélindor, Il Genio della Francia                                                  | Zélindor, roi de sylphes                                          | balletto                                              | Francœur e Rebel                                                | Jélyotte, Poirier                                                         | Versailles                                | 17 marzo 1745                  |
| Platée, Tespi, Mercurio                                                           | Platée                                                            | comédie lyrique («ballet bouffon»)                    | Rameau                                                          | Jélyotte, La Tour, Bérard                                                 | Versailles                                | 31 marzo 1745                  |
| Alcide/Antioco, un Capo delle Arti                                                | Les Festes de Polymnie                                            | balletto eroico                                       | Rameau                                                          | Jéliotte, La Tour                                                         | Palais-Royal                              | 12 ottobre 1745                |
| Apollo/Traiano, Bacco/uno dei Re vinti, un pastore/altro dei Re vinti             | Le Temple de la Gloire                                            | opéra-ballet                                          | Rameau                                                          | Jéliotte, Poirier, La Tour                                                | Versailles                                | 27 novembre 1745               |
| Apollo/Ministro del Destino, il pastore Dafni/Morfeo/un pastore/un Piacere, Giove | Jupiter vainqueur des Titans                                      | tragédie en musique                                   | Colin de Blamond/Bury                                           | La Tour, Poirier, Jéliotte                                                | Versailles                                | 11 dicembre 1745               |
| Glauco, Un pastore                                                                | Scylla et Glaucus                                                 | tragédie en musique                                   | Jean-Marie Leclair                                              | Jélyotte, La Tour                                                         | Palais-Royal                              | 4 ottobre 1746                 |
| Zefiro/Bacco, Momus/il corifeo                                                    | L'Année galante                                                   | ballet héroïque                                       | Mion                                                            | Jéliotte, Poirier                                                         | Versailles                                | 13 febbraio 1747               |
| Osiride/Arueride, un Piacere/un Pastore egiziano, Ageride                         | Les Fêtes de l'Hymen et de l'Amour                                | opéra-ballet                                          | Rameau                                                          | Jéliotte, Poirier, La Tour                                                | Versailles                                | 15 marzo 1747                  |
| Dafni, un Piacere/un Pastore                                                      | Daphnis et Chloé                                                  | pastorale                                             | Boismortier                                                     | Jéliotte, La Tour                                                         | Palais-Royal                              | 28 settembre 1747              |
| Zaide, un Silfo                                                                   | Zaïs                                                              | pastorale eroica                                      | Rameau                                                          | Jélyotte, Poirier                                                         | Palais-Royal                              | 29 febbraio 1748               |
| Pigmalione                                                                        | Pygmalion                                                         | acte de ballet                                        | Rameau                                                          | Jéliotte                                                                  | Palais-Royal                              | 27 agosto 1748                 |
| Nettuno, Nettuno (nel prologo), Asterione                                         | Naïs                                                              | pastorale eroica                                      | Rameau                                                          | Jéliotte, La Tour, Poirier                                                | Palais-Royal                              | 22 aprile 1749                 |
| un Pastore/Apollo, un seguace di Euterpe                                          | Le Carnaval du Parnasse                                           | balletto eroico                                       | Cassanéa de Mondonville                                         | Jéliotte, La Tour                                                         | Palais-Royal                              | 23 settembre 1749              |
| Zoroastro, Abenide/Orosmade/prima Furia, terza Furia/Voce dalla nube              | Zoroastre                                                         | tragédie en musique                                   | Rameau                                                          | Jéliotte, Poirier, La Tour                                                | Palais-Royal                              | 5 dicembre 1749                |
| Leandro                                                                           | Léandre et Héro                                                   | tragédie lyrique                                      | René de Galard de Béarn de Brassac                              | Jéliotte                                                                  | Palais Royal                              | 5 maggio 1750                  |
| Titone                                                                            | Titon et l'Aurore                                                 | acte de ballet                                        | de Bury                                                         | Jéliotte                                                                  | Palais Royal                              | 18 febbraio 1751               |
| Mirtillo                                                                          | La Guirlande                                                      | acte de ballet                                        | Rameau                                                          | Jéliotte                                                                  | Palais-Royal                              | 21 settembre 1751              |
| il Genio dell'America                                                             | Les Génies tutélaires                                             | acte de ballet                                        | Francœur e Rebel                                                | Jéliotte                                                                  | Palais-Royal                              | 21 settembre 1751              |
| Acanto, corifeo, pastore                                                          | Acanthe et Céphise                                                | pastorale eroica                                      | Rameau                                                          | Jéliotte, Poirier, La Tour                                                | Palais-Royal                              | 19 novembre 1751               |
| Colin                                                                             | Le Devin du village                                               | opera pastorale (intermezzo)                          | Jean-Jacques Rousseau                                           | Jéliotte                                                                  | Fontainebleau                             | 18 ottobre 1752                |
| Dafni/Bacco, il Gran Sacerdote di Imeneo                                          | Les Amours de Tempé                                               | balletto eroico                                       | Antoine Dauvergne                                               | Jéliotte, Poirier                                                         | Palais Royal                              | 7 novembre 1752                |
| Titone, un Pastore                                                                | Titon et l'Aurore                                                 | pastorale eroica                                      | Cassanéa de Mondonville                                         | Jéliotte, Poirier                                                         | Palais-Royal                              | 9 gennaio 1753                 |
| Agide                                                                             | Sibaris                                                           | acte de ballet                                        | Rameau                                                          | Poirier                                                                   | Fontainebleau                             | 13 novembre 1753               |
| Damone                                                                            | La Sibille                                                        | acte de ballet                                        | Dauvergne                                                       | Jéliotte                                                                  | Fontainebleau                             | 13 novembre 1753               |
| Dafni                                                                             | Daphnis et Églé                                                   | pastorale eroica                                      | Rameau                                                          | Jéliotte                                                                  | Fontaineblue                              | 29 (o 30) novembre 1753        |
| Batyle (ou Bathylle)                                                              | Anacréon                                                          | acte de ballet eroico                                 | Rameau                                                          | Jéliotte                                                                  | Fontaineblue                              | 23 ottobre 1754                |
| Dafni, Giannetto                                                                  | Daphnis et Alcimadure                                             | pastorale                                             | Cassanéa de Mondonville                                         | Jélyotte, La Tour                                                         | Fontainebleau                             | 29 ottobre 1754                |
| Deucalione                                                                        | Deucalion et Pyrrha                                               | acte de ballet                                        | François-Joseph Giraud e Pierre Montan-Berton, detto "le Neveu" | Godard                                                                    | Palais-Royal                              | 30 settembre 1755              |
| Iphis                                                                             | Iphis et Célime (o Célime)                                        | acte (o entrée) de ballet                             | cavalier d'Herbain                                              | Poirier                                                                   | Palais-Royal                              | 28 settembre 1756              |
| Lino/Agatocle, Mercurio, Euricle                                                  | Les Surprises de l'Amour                                          | opéra-ballet                                          | Rameau                                                          | Poirier, Godard, Muguet                                                   | Palais-Royal                              | 31 maggio 1757                 |
| Adone, Mercurio, una voce                                                         | Les Fêtes de Paphos                                               | balletto eroico                                       | Cassanéa de Mondonville                                         | Poirier, Jean-Pierre Pillot, Muguet                                       | Palais-Royal                              | 9 maggio 1758                  |
| Damone                                                                            | Les Fêtes d'Euterpe                                               | opéra-ballet                                          | Dauvergne                                                       | Pillot                                                                    | Palais-Royal                              | 8 agosto 1758                  |
| Grande Sacrificatore del Sole                                                     | Phaétuse                                                          | acte de ballet                                        | Pierre Iso                                                      | Pillot                                                                    | Palais Royal                              | 20 luglio 1759                 |
| La Fata Manto, Ati                                                                | Les Paladins                                                      | opéra-ballet                                          | Rameau                                                          | Pillot, Lombard                                                           | Palais Royal                              | 12 febbraio 1760               |
| Pico, Megera                                                                      | Canente                                                           | tragédie (lyrique)                                    | Dauvergne                                                       | Pillot, Muguet                                                            | Palais Royal                              | 11 novembre 1760               |
| Ilo                                                                               | Hercule mourant                                                   | tragédie (lyrique)                                    | Dauvergne                                                       | Pillot                                                                    | Palais Royal                              | 3 aprile 1761                  |
| Agenore (interprete del ruolo di Adone)                                           | L'Opéra de société                                                | comédie-ballet (comédie lyrique)                      | Giraud                                                          | Pillot                                                                    | Palais Royal                              | 1º ottobre 1762                |
| Ismeniade                                                                         | Ismène et Isménias                                                | tragédie lyrique                                      | Jean-Benjamin de La Borde                                       | Jéliotte                                                                  | Théâtre Royal de la Cour de Choisy-le-Roi | 13 giugno 1763                 |
| Ali                                                                               | La Rencontre imprévue                                             | opéra-comique                                         | Christoph Willibald Gluck                                       | Godard                                                                    | Vienna, Burgtheater                       | 7 gennaio 1764                 |
| Zénis                                                                             | Zénis et Almasie                                                  | balletto eroico                                       | de La Borde                                                     | Jélyotte                                                                  | Fontainebleau                             | 2 novembre 1765                |
| Usbek                                                                             | Aline, reine de Golconde                                          | balletto eroico                                       | Pierre-Alexandre Monsigny                                       | Joseph Legros                                                             | Palais des Tuileries                      | 15 aprile 1766                 |
| Batyle (ou Bathylle)                                                              | Anacréon                                                          | entrée de ballet                                      | Rameau                                                          | Legros                                                                    | Tuileries                                 | 29 agosto (o 2 settembre) 1766 |
| Lindoro                                                                           | Lindor et Ismène (o Isménie)                                      | entrée de ballet                                      | Montan-Berton                                                   | Legros                                                                    | Tuileries                                 | 29 agosto (o 2 settembre) 1766 |
| Zamnis                                                                            | Érosine                                                           | entrée de ballet                                      | Louis-Joseph Francœur                                           | Pillot                                                                    | Tuileries                                 | 29 agosto (o 2 settembre) 1766 |
| Aminta                                                                            | Sylvie                                                            | opéra-ballet                                          | Montan Berton e Jean-Claude Trial                               | Legros                                                                    | Tuileries                                 | 18 novembre 1766               |
| Amfione                                                                           | Amphion                                                           | balletto pastorale eroico                             | de La Borde                                                     | Legros                                                                    | Fontainebleau                             | 11 ottobre 1767                |
| Sandomir                                                                          | Ernelinde, princesse de Norvège                                   | tragédie lyrique                                      | François-André Danican Philidor                                 | Legros                                                                    | Tuileries                                 | 24 novembre 1767               |
| Ottavio                                                                           | La Vénitienne                                                     | comédie-ballet (comédie lyrique)                      | Dauvergne                                                       | Legros                                                                    | Tuileries                                 | 3 maggio 1768                  |
| Sandomir                                                                          | Sandomir, prince de Danemarck                                     | tragédie lyrique                                      | Philidor                                                        | Legros                                                                    | Tuileries                                 | 24 gennaio 1769                |
| Iphis                                                                             | Omphale                                                           | tragédie lyrique                                      | Jean-Baptiste Philibert Cardonne                                | Legros                                                                    | Tuileries                                 | 2 maggio 1769                  |
| Ila                                                                               | La Fête de Flore                                                  | pastorale eroica                                      | Trial                                                           | Legros                                                                    | Palais-Royal                              | 18 giugno 1771                 |
| Lubin                                                                             | La Cinquantaine                                                   | pastorale                                             | de La Borde                                                     | Legros                                                                    | Palais-Royal                              | 13 agosto 1771                 |
| Raimondo de Mayenne                                                               | Adèle de Ponthieu                                                 | tragédie lyrique                                      | de La Borde                                                     | Legros                                                                    | Palais-Royal                              | 1º dicembre 1772               |
| Ovidio                                                                            | Ovide et Julie                                                    | acte de ballet                                        | Cardonne                                                        | Legros                                                                    | Palais-Royal                              | 16 luglio 1773                 |
| Bathilde/Floridan                                                                 | L'Union de l'amour et des arts                                    | opéra-ballet eroico                                   | Étienne-Joseph Floquet                                          | Legros                                                                    | Palais-Royal                              | 7 settembre 1773               |
| Achille                                                                           | Iphigénie en Aulide                                               | tragédie-opéra                                        | Gluck                                                           | Legros                                                                    | Palais-Royal                              | 19 aprile 1774                 |
| Orfeo                                                                             | Orphée et Euridice                                                | tragédie-opéra                                        | Gluck                                                           | Legros                                                                    | Palais-Royal                              | 2 agosto 1774                  |
| Azolan                                                                            | Azolan                                                            | opéra-ballet eroico                                   | Floquet                                                         | Legros                                                                    | Palais Royal                              | 22 novembre 1774               |
| Alessio                                                                           | Alexis et Daphné                                                  | pastorale                                             | François Joseph Gossec                                          | Legros                                                                    | Palais-Royal                              | 26 settembre 1775              |
| Admeto                                                                            | Alceste                                                           | opéra-tragédie                                        | Gluck                                                           | Legros                                                                    | Palais-Royal                              | 23 aprile 1776                 |
| (?)                                                                               | Les Romans                                                        | opéra-ballet eroico                                   | Giuseppe Maria Cambini                                          | Legros, Étienne Lainez (ou Lainé)                                         | Palais-Royal                              | 30 luglio 1776                 |
| Alain                                                                             | Alain et Rosette                                                  | intermezzo                                            | Joseph Pouteau                                                  | Lainez                                                                    | Palais-Royal                              | 10 gennaio 1777                |
| Rinaldo, Cavaliere danese                                                         | Armide                                                            | dramma eroico                                         | Gluck                                                           | Legros, Lainez                                                            | Palais-Royal                              | 23 settembre 1777              |
| Mirtillo                                                                          | Myrtil et Lycoris                                                 | opera                                                 | Léopold-Bastien Désormery                                       | Lainez                                                                    | Palais-Royal                              | 2 dicembre 1777                |
| Medoro, Coridone                                                                  | Roland                                                            | tragédie lyrique                                      | Niccolò Piccinni                                                | Legros, Lainez                                                            | Palais-Royal                              | 27 gennaio 1778                |
| Il Signore                                                                        | La Fête de village                                                | intermezzo                                            | Gossec                                                          | Lainez                                                                    | Palais-Royal                              | 26 maggio 1778                 |
| Nettuno                                                                           | Hellé                                                             | tragédie lyrique                                      | Floquet                                                         | Legros                                                                    | Palais-Royal                              | 5 gennaio 1779                 |
| Pilade, Uno Scita                                                                 | Iphigénie en Tauride                                              | tragédie lyrique                                      | Gluck                                                           | Legros, Lainez                                                            | Palais-Royal                              | 18 maggio 1779                 |
| Narciso, Ciniro, un silvano                                                       | Écho et Narcisse                                                  | dramma lirico                                         | Gluck                                                           | Lainez, Legros, Jean-Joseph Rousseau                                      | Palais-Royal                              | 24 settembre 1779              |
| Amadigi                                                                           | Amadis de Gaule                                                   | tragédie lyrique                                      | Johann Christian Bach                                           | Legros                                                                    | Palais-Royal                              | 14 dicembre 1779               |
| Ati, Ida                                                                          | Atys                                                              | tragédie lyrique                                      | Piccinni                                                        | Legros, Lainez                                                            | Palais-Royal                              | 22 febbraio 1780               |
| Pirro                                                                             | Andromaque                                                        | tragédie lyrique                                      | André-Ernest-Modeste Grétry                                     | Legros                                                                    | Palais-Royal                              | 6 giugno 1780                  |
| Perseo                                                                            | Persée                                                            | tragédie lyrique                                      | Philidor                                                        | Legros                                                                    | Palais-Royal                              | 27 ottobre 1780                |
| M. de Mersans, il prevosto                                                        | Le Seigneur bienfaisant                                           | opera                                                 | Floquet                                                         | Legros, Rousseau                                                          | Palais-Royal                              | 14 dicembre 1780               |
| Pilade, Sacerdote                                                                 | Iphigénie en Tauride                                              | tragédie lyrique                                      | Piccinni                                                        | Legros, Lainez                                                            | Palais-Royal                              | 23 gennaio 1781                |
| Apollo                                                                            | Apollon et Coronis                                                | opera                                                 | Jean-Baptiste Rey e Louis-Charles-Joseph Rey                    | Legros                                                                    | Palais-Royal                              | 3 maggio 1781                  |
| il Cavaliere                                                                      | L'Inconnue persécutée                                             | comédie mêlée d'ariettes                              | Jean-Baptiste Rochefort                                         | Lainez                                                                    | Salle des Menus-Plaisirs, rue Bergère     | 21 settembre 1781              |
| Raimondo de Mayenne                                                               | Adèle de Ponthieu                                                 | tragédie lyrique                                      | Piccinni                                                        | Legros                                                                    | Théâtre de la Porte Saint-Martin          | 27 ottobre 1781                |
| Alfonso                                                                           | Colinette à la cour ou La Double Épreuve                          | comédie lyrique                                       | Grétry                                                          | Lainez                                                                    | Théâtre de la Porte Saint-Martin          | 1º gennaio 1782                |
| Teseo                                                                             | Thésée                                                            | tragédie lyrique                                      | Gossec                                                          | Legros                                                                    | Théâtre de la Porte Saint-Martin          | 1º marzo 1782                  |
| Pilade                                                                            | Électre                                                           | tragédie lyrique                                      | Jean-Baptiste Lemoyne                                           | Lainez                                                                    | Théâtre de la Porte Saint-Martin          | 2 luglio 1782                  |
| Rinaldo, divinità infernale (Aletto?)                                             | Renaud                                                            | tragédie lyrique                                      | Antonio Sacchini                                                | Legros, Rousseau                                                          | Théâtre de la Porte Saint-Martin          | 28 febbraio 1783               |